# Andrés de Madariaga y Morales
Andrés Idefonso José de Madariaga y Morales (Cartagena de Indias, 31 de enero de 1724-Santafé, 7 de octubre de 1791), I conde de Pestagua y Vizconde de Salamanca, fue un aristócrata y comerciante neogranadino. Doctor en Cánones, capitán de caballos corazas, alcalde mayor de Cartagena de Indias en el Nuevo Reino de Granada.
Tuvo fama de ser un hombre muy activo y habilidoso para los negocios, y de esa manera se volvió muy rico. El 11 de enero de 1770 le es concedido título de castilla a nombre de Conde Pestagua y el título honorífico de vizconde de Salamanca por el rey Carlos III de España.
Estudió en Santafé, capital del Nuevo Reino donde alcanzó los títulos en artes, licenciado, maestro y jurisconsulto el 11 de junio de 1738.

## Familia
Fue hijo del capitán sevillano Andrés de Madariaga y Álvarez de Mondragón miembro del cabildo de Mompox, y de María Antonio de Morales Negrete, natural de Cartagena de Indias, cuñado de Joaquín Mosquera y Figueroa, diputado de la Capitanía de Venezuela ante la Junta Central y Suprema de España y las Indias y primo hermano de Juan Elías López Tagle y Madariaga. Fue bisnieto paterno del Marqués de las Torres de la Presca ,  Andrés de Madariaga e Iturbe.
Se casó dos veces teniendo 10 hijos, primero con María Josefa Fernández de Garandillas Miranda y Jimeno y después con María Luisa García Olano y Bernando de Álvarez.